# 希科尼
希科尼（法語：Chiconi，法語發音：[ʃikɔni]）是法国海外省马约特的一个市镇。

## 地理
希科尼（12°49'48"S, 45°6'46"E）面积8.51 平方千米，位于法国海外省马约特。
与希科尼接壤的市镇（或旧市镇、城区）包括：旺加尼、萨达、钦戈尼。
希科尼的时区为UTC+03:00。

## 行政
希科尼的邮政编码为97670，INSEE市镇编码为97605。

## 政治
希科尼所属的省级选区为旺加尼县。

## 人口
希科尼于2017时的人口数量为8295人。